# Renato Travaglia
Renato Travaglia (Cavedine, Itàlia, 26 d'octubre de 1965) és un pilot de ral·li italià actualment retirat, guanyador en dos ocasions del Campionat d'Europa de Ral·lis: l'any 2002 amb un Peugeot 206 WRC i l'any 2005 amb un Renault Clio S1600 i un Mitsubishi Lancer Evo VII. També ha participat a proves del Campionat Mundial de Ral·lis i del Intercontinental Rally Challenge.
Al llarg de la seva trajectòria ha guanyat 12 ral·lis a nivell nacional i internacional, aconseguint guanyar el Campionat d'Itàlia de Ral·lis de l'any 2002.